# Honorowa Księga Czynów Żołnierskich

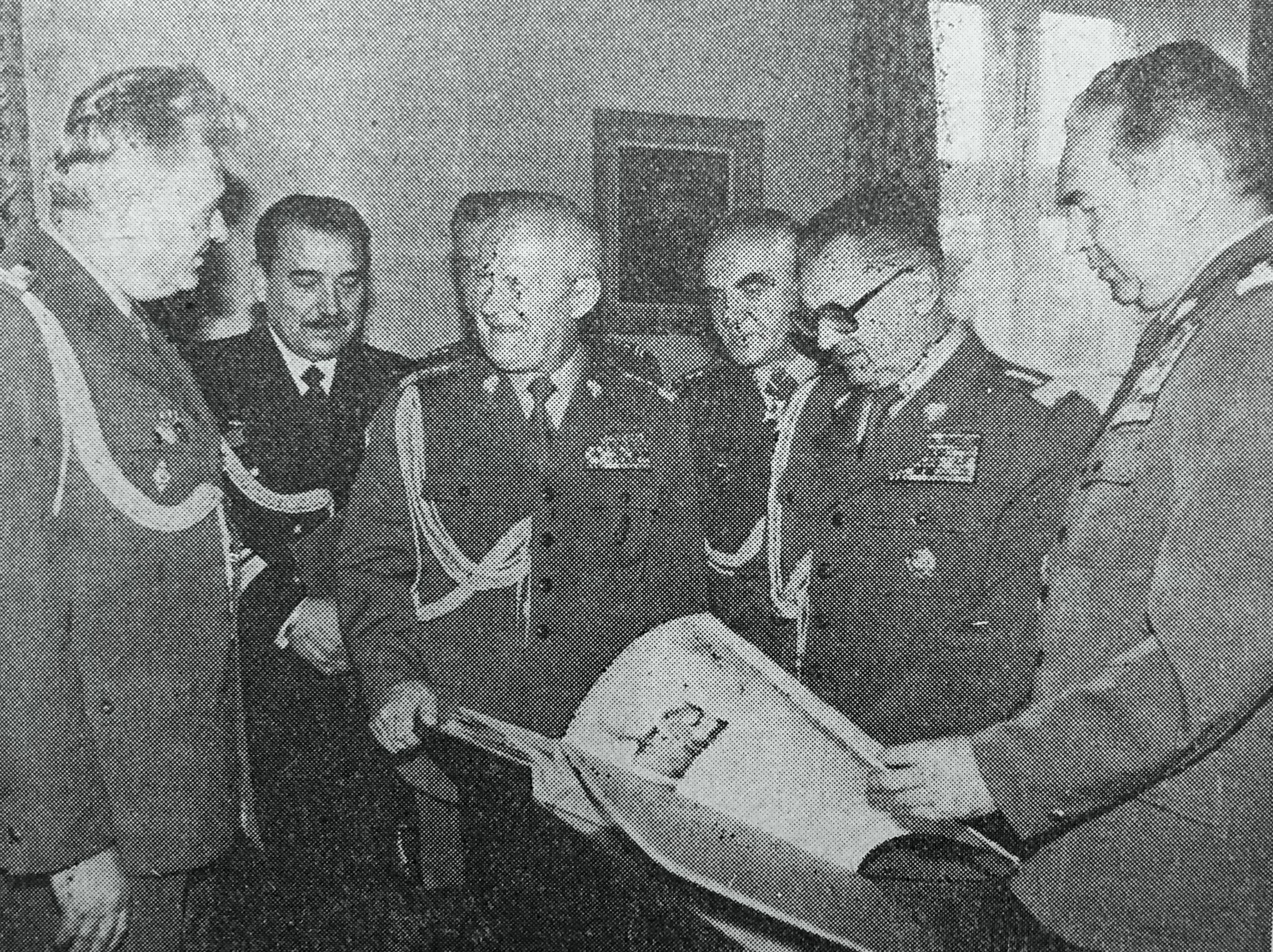
Uroczytość wpisu do Honorowej Księgi Czynów Żołnierskich w październiku 1985, od prawej w pierwszym rzędzie gen. dyw. dr Tadeusz Szaciłło, minister obrony narodowej gen. armii Florian Siwicki, gen. broni dr Józef Baryła i płk Marian Anysz. Z tyłu kmdr Stanisław Łałak, komendant CSSMW w Ustce.

„Honorowa Księga Czynów Żołnierskich” – księga ustanowiona rozkazem Nr 26/MON Ministra Obrony Narodowej, gen. broni Wojciecha Jaruzelskiego z 25 października 1972 „dla utrwalenia w pamięci zasługujących na najwyższe uznanie czynów świadczących o szczególnej ofiarności i męstwie oraz najwybitniejszych dokonań żołnierzy i innych obywateli wykuwających moc obronną PRL”.
Każdego roku z okazji Święta Wojska Polskiego, obchodzonego wówczas 12 października, Minister Obrony Narodowej wyróżniał wpisem do „Honorowej Księgi Czynów Żołnierskich” żołnierzy i pracowników wojska szczególnie zasłużonych dla ludowego Wojska Polskiego oraz innych obywateli zasłużonych dla obronności kraju. Wnioski o wyróżnienie wpisaniem nazwiska i zasług do Księgi podlegały opiniowaniu przez Radę Wojskową Ministerstwa Obrony Narodowej. Oryginał Księgi był złożony w Sali Zwycięstwa i Wolności Muzeum Wojska Polskiego w Warszawie.
Pierwszych wpisów do Księgi dokonano 12 października 1973 roku, a ostatniego w 1989 roku. Uroczystość wpisu miała uroczysty charakter, towarzyszył jej specjalny ceremoniał. W katalogu wyróżnień, umieszczonym w Regulaminie dyscyplinarnym SZ PRL, wpisanie nazwiska i zasług do Księgi zajmowało najwyższe miejsce. Podobny charakter miały wyróżnienia niższej rangi: wpisanie nazwiska i zasług do kroniki jednostki lub do księgi zasłużonych dla okręgu wojskowego albo rodzaju sił zbrojnych. Najwyższym wyróżnieniem udzielonym junakom odbywającym zasadniczą służbę wojskową w obronie cywilnej było wpisanie nazwiska i zasług do „Honorowej Księgi Obrony Cywilnej”. W ówczesnej propagandzie wyróżnienie wpisaniem nazwiska i zasług do Księgi określane było mianem „Virtuti czasu pokoju”.
Wpis do Księgi zawierał: stopień wojskowy, imię, nazwisko, imię ojca, zajmowane stanowisko służbowe lub pełnioną funkcję wyróżnionego oraz opis jego zasług (czynów). Obok wpisu umieszczano fotografię wyróżnionego. Kopia wpisu była przekazywana do macierzystej jednostki wyróżnionego i przechowywana w sali tradycji (historii). Wyróżnieni otrzymywali stosowne dyplomy.
| Zestawienie wyróżnionych    | 1973 | 1974 | 1975 | 1976 | 1977 | 1978 | 1979 | 1980 | 1981 | 1982 | 1983 | 1984 | 1985 | 1986 | 1987 | 1988 | 1989 | Ogółem |
| --------------------------- | ---- | ---- | ---- | ---- | ---- | ---- | ---- | ---- | ---- | ---- | ---- | ---- | ---- | ---- | ---- | ---- | ---- | ------ |
| Generałowie i admirałowie   | 2    | 2    | 3    | 2    | 1    | 2    | 3    | 1    | 2    | 1    | 9    | 5    | 7    | 1    | 1    | 4    | 2    | 48     |
| Oficerowie starsi           | 14   | 10   | 6    | 12   | 10   | 16   | 12   | 12   | 8    | 10   | 22   | 9    | 27   | 16   | 11   | 18   | 11   | 210    |
| Oficerowie młodsi           | 4    | 0    | 0    | 0    | 0    | 0    | 0    | 0    | 0    | 0    | 0    | 0    | 2    | 1    | 0    | 0    | 0    | 7      |
| Chorążowie                  | 1    | 1    | 2    | 1    | 2    | 3    | 3    | 1    | 1    | 3    | 3    | 2    | 2    | 0    | 2    | 2    | 0    | 28     |
| Podoficerowie               | 3    | 1    | 2    | 2    | 1    | 1    | 1    | 1    | 1    | 0    | 0    | 0    | 1    | 0    | 0    | 0    | 0    | 14     |
| Żołnierze zasad. sł. wojsk. | 1    | 1    | 1    | 0    | 0    | 0    | 0    | 0    | 1    | 1    | 0    | 0    | 0    | 0    | 0    | 0    | 0    | 5      |
| Pracownicy cywilni wojska   | 1    | 1    | 0    | 1    | 1    | 3    | 0    | 2    | 1    | 1    | 1    | 1    | 0    | 0    | 1    | 0    | 0    | 14     |
| Osoby cywilne               | 0    | 1    | 1    | 1    | 0    | 1    | 0    | 0    | 0    | 0    | 0    | 0    | 0    | 0    | 0    | 1    | 1    | 5      |
| Razem                       | 26   | 17   | 15   | 19   | 15   | 26   | 19   | 17   | 14   | 16   | 35   | 17   | 39   | 18   | 15   | 25   | 14   | 331    |
| W tym pośmiertnie           | 2    | 0    | 2    | 0    | 0    | 0    | 1    | 1    | 1    | 0    | 2    | 0    | 0    | 0    | 1    | 1    | 0    | 11     |
| W tym kobiet                | 0    | 0    | 1    | 1    | 1    | 1    | 0    | 1    | 0    | 1    | 1    | 0    | 1    | 0    | 0    | 0    | 1    | 9      |

## Wyróżnieni wpisem do „Honorowej Księgi Czynów Żołnierskich”

### 1973

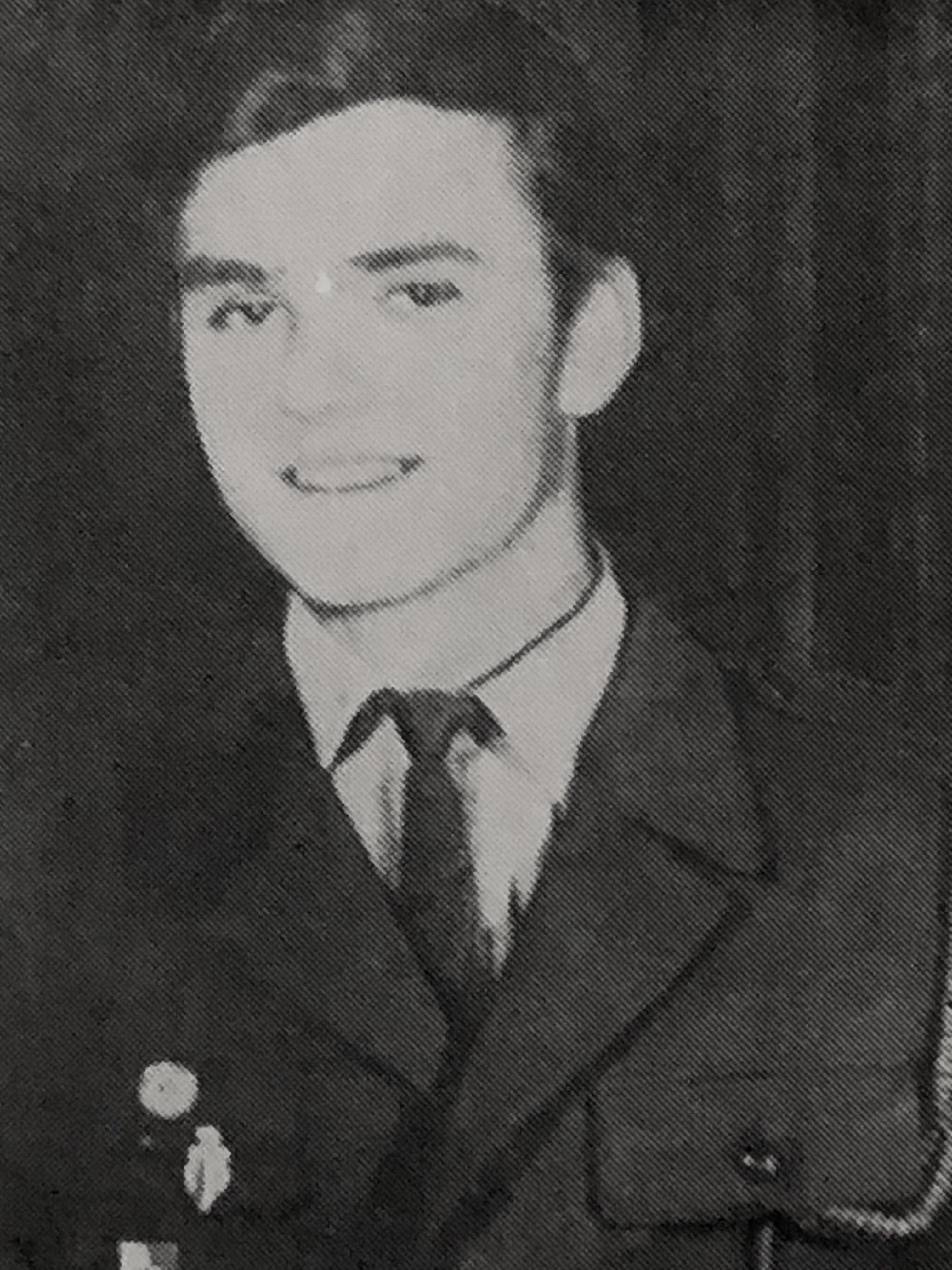
plutonowy Wiesław Piłat - wyróżniony pośmiertnie wpisem w 1973

10 października 1973 roku w „Jubileuszowym Roku XXX-lecia ludowego Wojska Polskiego” zostali wyróżnieni:
1. plut. Wiesław Piłat s. Feliksa – dowódca drużyny zwiadu – pośmiertnie
2. kpt. pil Bronisław Chochorowski s. Józefa – starszy pilot lotnictwa myśliwsko-szturmowego – pośmiertnie[4]
3. gen. dyw. prof. Sylwester Kaliski s. Wincentego – komendant Wojskowej Akademii Technicznej im. Jarosława Dąbrowskiego w Warszawie
4. gen. bryg. prof. Dymitr Aleksandrow s. Konstantego – szef Katedry i kierownik Kliniki Chorób Wewnętrznych Instytutu Kształcenia Podyplomowego Wojskowej Akademii Medycznej
5. płk Tadeusz Białobrzeski s. Rajmunda – szef katedry w Wojskowej Akademii Technicznej im. Jarosława Dąbrowskiego w Warszawie
6. płk rez. Czesław Brózda s. Antoniego – naczelny dyrektor Zjednoczenia Przemysłu Taboru Kolejowego
7. płk pil. Kazimierz Ciepiela s. Józefa – dowódca 66 Lotniczego Pułku Szkolnego w Tomaszowie Mazowieckim
8. kmdr Stanisław Czajkowski s. Feliksa – sekretarz komitetu PZPR Marynarki Wojennej
9. płk Ludwik Kuropatwa s. Stanisława – komendant Ośrodka Szkolenia Wojskowej Służby Wewnętrznej im. Feliksa Dzierżyńskiego w Mińsku Mazowieckim
10. płk Jan Mazierski s. Antoniego – dowódca pułku
11. płk Mieczysław Michalik s. Jana – komendant Wydziału Pedagogiczno-Politycznego Wojskowej Akademii Politycznej im. Feliksa Dzierżyńskiego
12. płk Zbigniew Węglarz s. Stefana – zastępca komendanta Wyższej Oficerskiej Szkoły Samochodowej im. gen. Aleksandra Waszkiewicza
13. kmdr Zbigniew Żaczek s. Szymona – szef katedry Wyższej Szkoły Marynarki Wojennej im. Bohaterów Westerplatte
14. ppłk Tadeusz Kowalski s. Seweryna – sekretarz komitetu PZPR 1 Warszawskiej Dywizji Zmechanizowanej im. Tadeusza Kościuszki
15. ppłk Bolesław Matusz s. Stanisława – dowódca pułku czołgów
16. ppłk Józef Płócienniczak s. Stefana – dowódca dywizjonu
17. ppłk Jan Zaleski s. Stanisława – dowódca batalionu
18. mjr Hieronim Kowalski s. Antoniego – zastępca dowódcy eskadry lotnictwa myśliwskiego
19. kpt. Aleksy Antoniewicz s. Feliksa – nawigator lotnictwa myśliwskiego
20. por. Władysław Wawrow s. Antoniego – dowódca kompanii czołgów
21. por. Adam Zacharewicz s. Piotra – dowódca kompanii czołgów
22. st. chor. Andrzej Wilk s. Michała – p.o. dowódcy kompanii inżynieryjno-drogowej
23. sierż. szt. Czesław Szcześniak s. Stanisława – szef kompanii
24. sierż. szt. Jan Ossowski s. Franciszka – mechanik warsztatów uzbrojenia i elektroniki
25. szer. Roman Olkowski s. Edmunda – żołnierz służby zasadniczej wojsk zmechanizowanych
26. ob. Tadeusz Koźmiński s. Kazimierza – kierownik techniczny warsztatów żywnościowych

### 1974
4 października 1974 roku w „Jubileuszowym Roku XXX-lecia Polskiej Rzeczypospolitej Ludowej” zostali wyróżnieni:
1. gen. dyw. Zygmunt Huszcza s. Józefa – podsekretarz stanu w Ministerstwie Oświaty i Wychowania
2. gen. bryg. Zbigniew Ohanowicz s. Waleriana – zastępca dowódcy Śląskiego Okręgu Wojskowego do spraw liniowych
3. płk prof. dr med. Henryk Czarnecki s. Leonarda – kierownik Kliniki Chorób Nosa, Gardła i Uszu Instytutu Podyplomowego Wojskowej Akademii Medycznej
4. płk Józef Glubiak s. Józefa – dowódca pułku łączności
5. płk dypl. Jerzy Jarosz s. Tadeusza – zastępca dowódcy 6 Pomorskiej Dywizji Powietrznodesantowej
6. płk mgr inż. Antoni Piotr Żołądź s. Aleksandra – dowódca pułku inżynieryjno-budowlanego
7. ppłk pil. Edward Jaszek s. Ignacego – zastępca dowódcy pułku lotnictwa myśliwskiego do spraw szkolenia
8. ppłk mgr inż. Marian Karpeta s. Antoniego – kierownik pracowni Pionu Naukowo-Badawczego Wojskowego Instytutu Łączności w Zegrzu
9. ppłk mgr Zdzisław Pałka s. Stanisława – szef Wydziału Politycznego 6 Pomorskiej Dywizji Powietrznodesantowej
10. kmdr por. inż. Józef Węgrzyn s. Władysława – dowódca dywizjonu okrętów podwodnych
11. mjr pil. Zbigniew Dziedzic s. Teofila – nawigator pułku lotniczego
12. mjr Jan Majewski s. Ludwika – sekretarz Komitetu PZPR pułku łączności
13. mł. chor. Stanisław Mróz s. Stanisława – dowódca plutonu ogniowego – zastępca dowódcy baterii brygady artylerii
14. st. sierż. Alfred Aftyka s. Bronisława – instruktor spadochronowy kompanii specjalnej batalionu rozpoznawczego
15. kpr. sł. zasadn. Marian Janisz s. Józefa – mechanik maszyn inżynieryjnych kompanii remontowej sprzętu inżynieryjnego
16. ob. Stanisław Gorel s. Antoniego – główny inspektor Szefostwa Służby Zakwaterowania i Budownictwa Pomorskiego Okręgu Wojskowego
17. ob. prof. dr hab. inż. Jan Kroszczyński s. Stanisława – zastępca dyrektora Przemysłowego Instytutu Telekomunikacji

### 1975

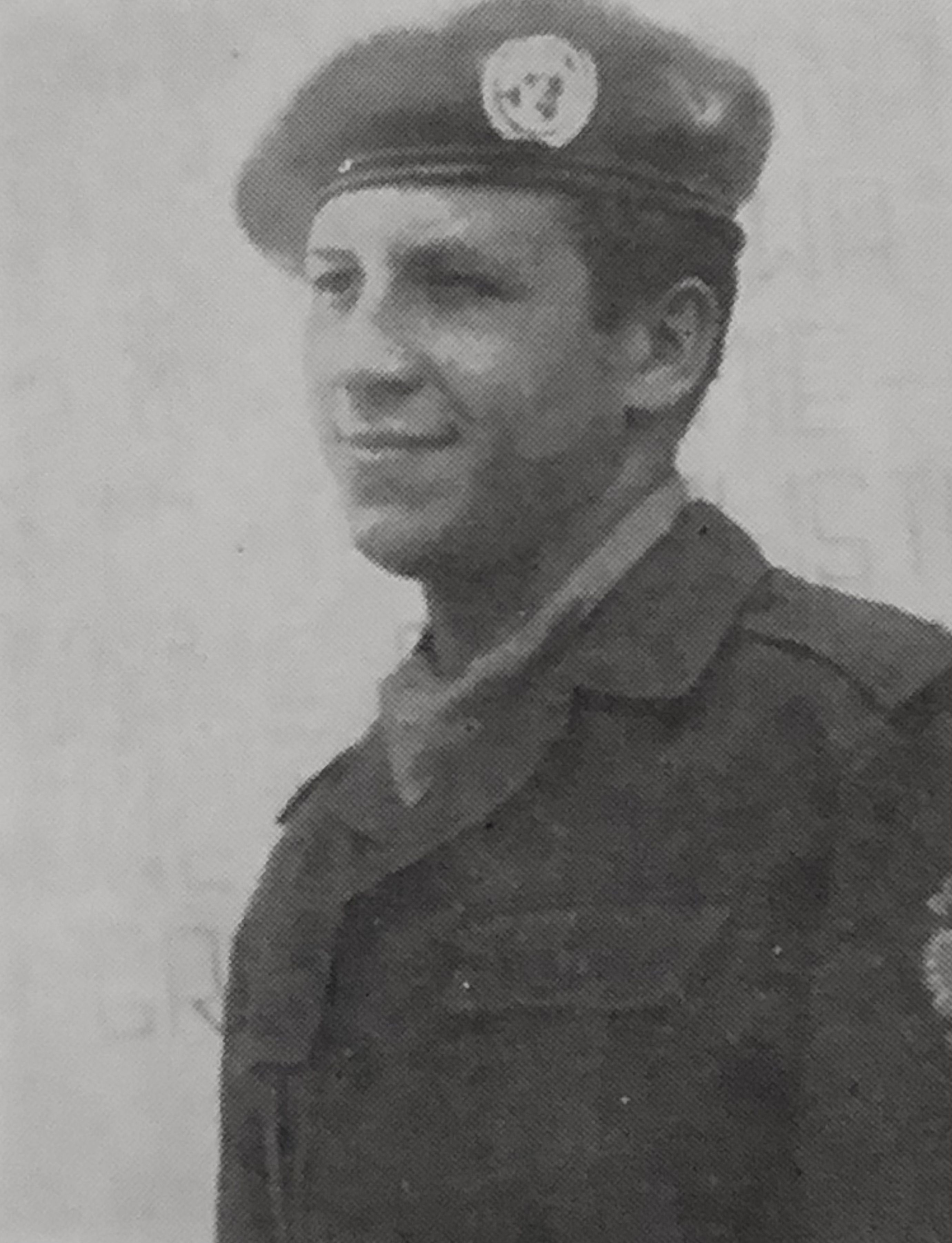
kapral Józef Stępniak - wyróżniony pośmiertnie wpisem w 1975

1 października 1975 roku wpisem do Księgi zostali wyróżnieni:
1. st. chor. szt. Aleksander Safon – szef Delegatury Wojskowej Służby Wewnętrznej – pośmiertnie
2. kpr. Józef  Stępniak – mechanik samochodowy – pośmiertnie
3. gen. dyw. Adam Czaplewski – były komendant Akademii Sztabu Generalnego
4. gen. bryg. Mieczysław Dachowski – dowódca dywizji
5. kontradm. Witold Gliński – komendant Wyższej Szkoły Marynarki Wojennej w Gdyni
6. płk w st. spocz. Józef Dyrynda – prezes Klubu Oficerów Rezerwy przy Szefostwie Wojsk Inżynieryjnych
7. płk mgr Eugenia Kempara – była przewodnicząca Centralnej Rady Organizacji Rodzin Wojskowych
8. płk dypl. Stanisław Kołcz – zastępca szefa sztabu Śląskiego Okręgu Wojskowego
9. płk Edward Klupiński – komendant Ośrodka Szkolenia Wojsk Łączności
10. płk mgr Edward Łukasik – sekretarz Komitetu Partyjnego PZPR Wojsk Obrony Powietrznej Kraju
11. płk Mikołaj Tatarzyński – dowódca Warszawskiego Pułku Obrony Terytorialnej
12. st. chor. Mikołaj Chojecki – dowódca kompanii zaopatrzenia
13. st. sierż. Bogdan Buda – dowódca plutonu robót specjalnych
14. st. sierż. Bogdan Musiał – magazynier sprzętu łączności
15. doc. dr inż. Józef Brodacki – kierownik pracowni w Zakładzie Techniki Specjalnej Instytutu Mechaniki Precyzyjnej

Uroczystość wpisania do Księgi odbyła się 11 października 1975 roku w Ministerstwie Obrony Narodowej.

### 1976

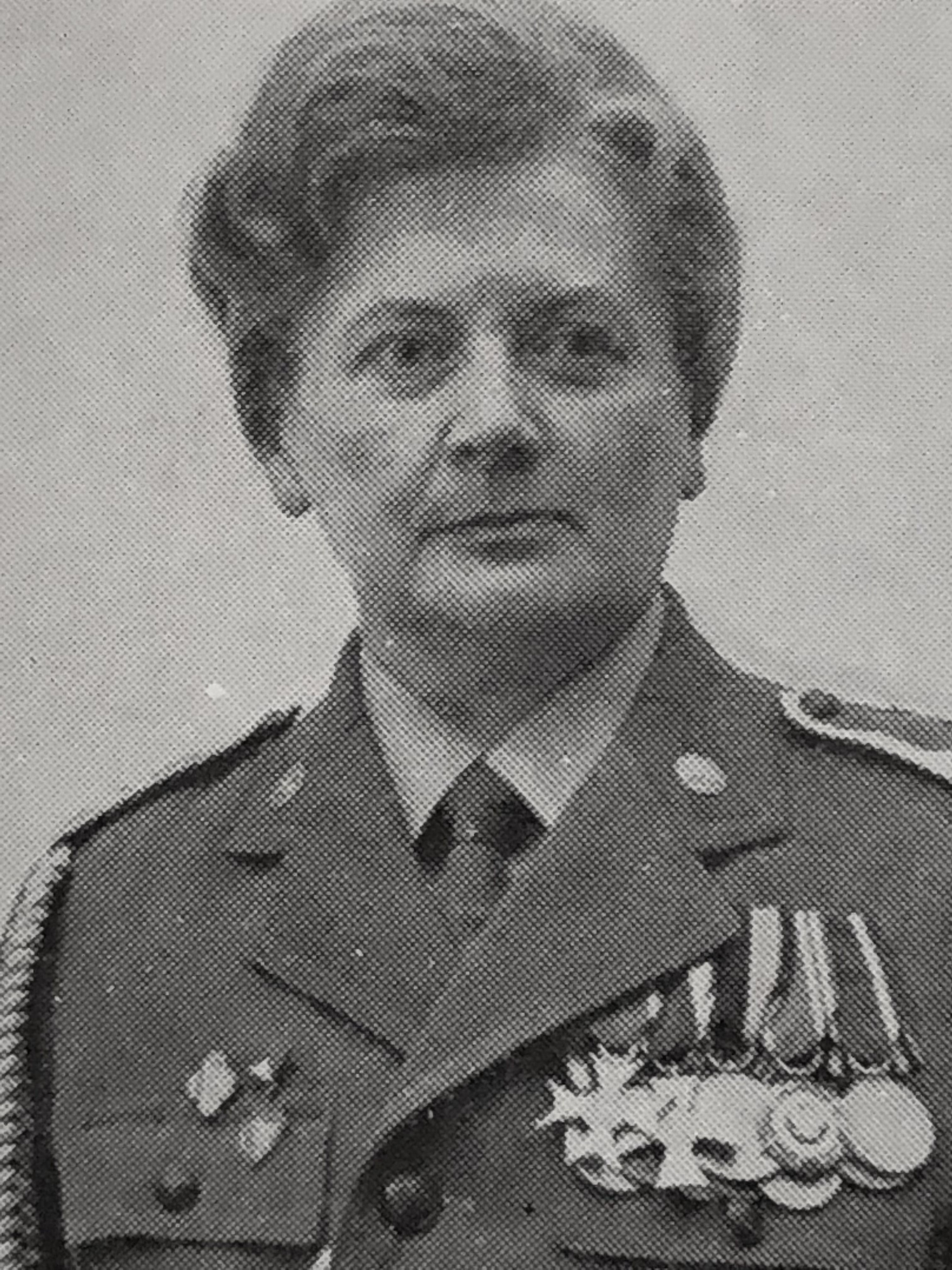
st. sierż. w st. spocz. Stanisława Wojda - wyróżniona wpisem w 1976

Za wybitnie wzorową służbę i pracę w Siłach Zbrojnych Polskiej Rzeczypospolitej Ludowej, zgodnie z rozkazem Nr 26/MON z dnia 25 października 1972 r. w sprawie ustanowienia „Honorowej Księgi Czynów Żołnierskich” oraz stosownie do opinii Rady Wojskowej Ministerstwa Obrony Narodowej wpisem do „Honorowej Księgi Czynów Żołnierskich” zostali wyróżnieni:
1. gen. bryg. dr inż. Arnold Iwaszkiewicz s. Stanisława - dyrektor Departamentu Wojskowego w Ministerstwie Przemysłu Maszynowego,
2. gen. bryg. Tadeusz Obroniecki s. Piotra - szef Wojsk Obrony Przeciwlotniczej,
3. płk prof. dr hab. Julian Kaczmarek s. Marcina - zastępca szefa-docent Katedry Strategii Akademii Sztabu Generalnego,
4. kmdr Jan Fursewicz s. Michała - komendant Portu Wojennego w Gdyni,
5. płk mgr Ryszard Kostrzewa s. Antoniego - sekretarz Komitetu PZPR-zastępca szefa Zarządu Politycznego Śląskiego Okręgu Wojskowego,
6. płk Mikołaj Kotwicki s. Piotra - szef Wojewódzkiego Sztabu Wojskowego w Łodzi,
7. płk Władysław Lalik s. Wojciecha - szef sztabu związku taktycznego OPK,
8. płk mgr Józef Muzyka s. Karola - szef Oddziału Wojskowej Służby Wewnętrznej w Lublinie,
9. płk dypl. Franciszek Sadowski s. Stefana - komendant Centrum Szkolenia Wojsk Lądowych,
10. płk dypl. Stanisław Sokołowski s. Tadeusza - dowódca pułku zabezpieczenia,
11. płk dypl. Stanisław Wojniak s. Andrzeja - zastępca szefa Sztabu Głównego Kwatermistrzostwa WP,
12. płk Ryszard Wróbel s. Stanisława - dowódca pułku łączności,
13. płk dypl. Jan Żarek s. Antoniego - szef Oddziału w Sztabie Generalnym WP,
14. ppłk Józef Król s. Franciszka - dowódca dywizjonu artylerii,
15. st. chor. Miron Wołoszyński s. Antoniego - dowódca plutonu zaopatrzenia,
16. st. sierż. szt. Tadeusz Sikora s. Józefa - szef kompanii pułku zmechanizowanego,
17. st. sierż. Bogdan Majchrzak s. Władysława - szef baterii armat,
18. st. sierż. w st. spocz. Stanisława Wojda c. Stanisława - pracownica cywilna wojska,
19. prof. dr inż. Tadeusz Sołtyk s. Stefana - kierownik Zespołu Przemysłowego Instytutu Automatyzacji i Pomiarów[6].

### 1977
Za wybitnie wzorową służbę i pracę w Siłach Zbrojnych Polskiej Rzeczypospolitej Ludowej, zgodnie z rozkazem Nr 26/MON z dnia 25 października 1972 r. w sprawie ustanowienia „Honorowej Księgi Czynów Żołnierskich” oraz stosownie do opinii Rady Wojskowej Ministerstwa Obrony Narodowej wpisem do „Honorowej Księgi Czynów Żołnierskich” zostali wyróżnieni:
1. gen. dyw. Roman Paszkowski s. Wacława - były dowódca Wojsk Obrony Powietrznej Kraju,
2. płk prof. dr hab. Stanisław Barański s. Stanisława - komendant Wojskowego Instytut Medycyny Lotniczej,
3. kmdr dypl. Kazimierz Bossy s. Wincentego - dowódca 8 Flotylli Obrony Wybrzeża,
4. płk dypl. Kazimierz Chudy s. Piotra - dowódca 2 Pomorskiej Brygady Artylerii w Choszcznie,
5. płk Kazimierz Dudziak s. Antoniego - szef Służby Zakwaterowania i Budownictwa-zastępca kwatermistrza Śląskiego Okręgu Wojskowego,
6. płk inż. Henryk Modzelewski s. Józefa - kierownik Cyklu Topografii Wyższej Szkoły Oficerskiej Wojsk Rakietowych i Artylerii w Toruniu,
7. płk mgr Eugeniusz Robak s. Szczepana - szef Głównej Kontroli Wojskowej,
8. płk dypl. Roman Ropek s. Jana - zastępca szefa zarządu Sztabu Generalnego WP,
9. płk mgr nawig. Władysław Żygadło s. Andrzeja - zastępca dowódcy Korpusu OPK do spraw politycznych,
10. ppłk dypl. pil. Kazimierz Balcerak s. Józefa - dowódca jednostki lotniczej Wojsk Lotniczych,
11. ppłk Eugeniusz Pacholarz s. Antoniego - dowódca batalionu saperów w Warszawskim Okręgu Wojskowym,
12. chor. szt. Stefan Żuk s. Jana - dowódca plutonu remontowo-samochodowego w Pomorskim Okręgu Wojskowym,
13. st. chor. Eugeniusz Lipiński s. Jana - kierownik Stacji Diagnostycznej i Okręgowej Stacji Obsługi Samochodów w Warszawskim Okręgu Wojskowym,
14. st. sierż. szt. Eugeniusz Wysocki s. Jana - szef kompanii piechoty zmotoryzowanej w Śląskim Okręgu Wojskowym,
15. st. sierż. szt. rez. Józefa Małek c. Jana - kierownik zmiany węzła łączności w Śląskim Okręgu Wojskowym[7].

### 1978
Za wybitnie wzorową służbę i pracę w Siłach Zbrojnych Polskiej Rzeczypospolitej Ludowej, zgodnie z rozkazem Nr 26/MON z dnia 25 października 1972 r. w sprawie ustanowienia „Honorowej Księgi Czynów Żołnierskich” oraz stosownie do opinii Rady Wojskowej Ministerstwa Obrony Narodowej wpisem do „Honorowej Księgi Czynów Żołnierskich” zostali wyróżnieni:
1. gen. dyw. dr hab. Władysław Mróz – szef Inspekcji Sił Zbrojnych,
2. gen. bryg. Sergiusz Kaługin s. Jana - zastępca szefa Komitetu Techniki Zjednoczonych Sił Zbrojnych państw uczestników Układu Warszawskiego,
3. płk Stanisław Banaś s. Stanisława - szef Oddziału Kadr Wojsk Obrony Powietrznej Kraju,
4. płk inż. Mieczysław Białek s. Józefa - szef Wojsk Łączności Śląskiego Okręgu Wojskowego,
5. płk dypl. Tadeusz Bieniasz s. Ludwika - dyrektor Departamentu Wychowania Obronnego Ministerstwa Oświaty i Wychowania,
6. płk dypl. Kazimierz Buczma s. Michała - dowódca pułku samochodowego,
7. płk mgr Roman Ćwietkow s. Ilii - zastępca szefa Sztabu Głównego Kwatermistrzostwa WP,
8. płk dypl. Wacław Feryniec s. Jana - szef Zarządu Kultury Fizycznej Głównego Zarządu Szkolenia Bojowego,
9. płk mgr Kazimierz Grygiel s. Wiktora - naczelny dyrektor Wojskowej Centrali Handlowej,
10. płk dypl. Ryszard Iwanciow s. Łukasza - zastępca szefa Zarządu Sztabu Generalnego WP,
11. płk dypl. pil. Zenon Jankowski s. Kazimierza - główny nawigator Zarządu Szkolenia Lotniczego Dowództwa Wojsk Lotniczych,
12. płk mgr Władysław Jura s. Stanisława - zastępca komendanta Akademii Sztabu Generalnego do spraw politycznych,
13. kmdr inż. Kazimierz Łaskarzewski s. Bernarda - dowódca 11 Pułku Łączności MW w Wejherowie,
14. płk mgr inż. Feliks Modzelewski s. Feliksa - szef służby czołgowo-samochodowej Warszawskiego Okręgu Wojskowego,
15. płk mgr inż. Stanisław Rozpiątkowski s. Bronisława - zastępca komendanta Wyższej Szkoły Oficerskiej Wojsk Pancernych do spraw technicznych,
16. płk Zygmunt Szyfler s. Stanisława - szef Zarządu Wojskowej Służby Wewnętrznej Wojsk Lotniczych,
17. ppłk dypl. pil. Mirosław Hermaszewski s. Romana - Lotnik Kosmonauta PRL,
18. mjr Eugeniusz Święch s. Fabiana - szef saperów brygady,
19. por. rez. doc. dr Roman Leitner s. Jana - szef Katedry Matematyki Wojskowej Akademii Technicznej im. Jarosława Dąbrowskiego,
20. st. chor. szt. Tadeusz Bladosz s. Stanisława - dowódca kompanii transportowej pułku zmechanizowanego,
21. st. chor. Stanisław Kowalczyk s. Józefa - szef kompanii ubezpieczenia lotów batalionu łączności pułku lotniczego,
22. chor. Kazimierz Bukowski s. Stanisława - starszy pomocnik szefa służby uzbrojenia i elektroniki pułku artylerii przeciwlotniczej,
23. st. ogn. szt. Stanisław Drabik s. Józefa - szef baterii dowodzenia dywizji,
24. sierż. rez. Anna Kołodziej c. Józefa - pielęgniarka 111 Szpitala Rejonowego w Poznaniu,
25. kpr. rez. Marek Ligmanowski s. Władysława - mechanik pojazdów samochodowych w Kombinacie Rolniczym w Kociewie,
26. ob. Franciszek Stankiewicz s. Franciszka - kontroler Sekcji Kontroli Okręgowych Warsztatów Remontu Konserwacyjnego Pojazdów Kołowych[8].

### 1979
Za wybitną, wzorową służbę i pracę w Siłach Zbrojnych Polskiej Rzeczypospolitej Ludowej, zgodnie z rozkazem Nr 26/MON z dnia 25 października 1972 w sprawie ustanowienia „Honorowej Księgi Czynów Żołnierskich” oraz stosownie do opinii Rady Wojskowej Ministerstwa Obrony Narodowej wpisem do „Honorowej Księgi Czynów Żołnierskich” zostali wyróżnieni:
1. chor. Bronisław Białogłowy s. Bronisława - były starszy mechanik czołgowy pułku zmechanizowanego - pośmiertnie,
2. gen. dyw. dr inż. Czesław Krzyszowski s. Ignacego – szef Wojsk Chemicznych MON
3. kontradm. Aleksy Parol s. Józefa – zastępca szefa Służb Technicznych i Zaopatrzenia Marynarki Wojennej
4. gen. bryg. Józef Petruk s. Józefa - zastępca dowódcy Śląskiego Okręgu Wojskowego do spraw Obrony Terytorialnej Kraju,
5. płk mgr Leszek Adamów s. Józefa - zastępca szefa Zarządu Kultury i Oświaty Głównego Zarządu Politycznego WP,
6. płk dypl. Zbigniew Badocha s. Wojciecha - zastępca dowódcy 2 Korpusu Obrony Powietrznej Kraju do spraw liniowych,
7. płk dypl. pil. Jerzy Budzisz s. Aleksandra - komendant Centralnego Ośrodka Szkolenia Specjalistów Technicznych Wojsk Lotniczych,
8. płk dypl. Kazimierz Garbacik s. Andrzeja - dowódca 1 Mazowieckiej Brygady Wojsk Obrony Wewnętrznej w Górze Kalwarii,
9. płk dypl. Edward Gruszka s. Stanisława - szef Wojsk Obrony Przeciwlotniczej Pomorskiego Okręgu Wojskowego,
10. płk mgr Władysław Mrowiec s. Leona - zastępca szefa Wojskowej Służby Wewnętrznej,
11. płk dypl. Janusz Potkański s. Zygmunta - dowódca 3 Łużyckiej Dywizji Artylerii OPK w Warszawie,
12. płk prof. dr hab. Zdzisław Rydzyński - zastępca komendanta Wojskowej Akademii Medycznej do spraw klinicznych,
13. płk dypl. Ludwik Samitowski s. Franciszka - zastępca szefa Zespołu Sztabu Generalnego,
14. płk dypl. Henryk Styburski - szef Służby Żywnościowej Głównego Kwatermistrzostwa WP,
15. ppłk Kazimierz Ślusarczyk s. Marcina - zastępca dowódcy pułku lotniczego,
16. mjr rez. prof. Zbigniew Pączkowski s. Mariana - pracownik naukowy Wojskowego Instytutu Technicznego Uzbrojenia,
17. st. chor. szt. w st. spocz. Mieczysław Garus s. Karola - były technik kompanii pułku czołgów,
18. chor. Ignacy Gnich s. Stanisława - szef baterii jednostki artylerii,
19. st. sierż. szt. Władysław Śnioch s. Adama – dowódca stacji kontrolno pomiarowej 6 Warszawskiego Pułku Zmechanizowanego w Częstochowie[9].

11 października 1979 wyróżnieni zostali przyjęci przez ministra obrony narodowej.

### 1980
Za wybitną, wzorową służbę i pracę w Siłach Zbrojnych Polskiej Rzeczypospolitej Ludowej, zgodnie z rozkazem Nr 26/MON z dnia 25 października 1972 w sprawie ustanowienia „Honorowej Księgi Czynów Żołnierskich” oraz stosownie do opinii Rady Wojskowej Ministerstwa Obrony Narodowej wpisem do „Honorowej Księgi Czynów Żołnierskich” zostali wyróżnieni:
1. płk prof. dr Tadeusz Kątcki s. Andrzeja, były szef Katedry Radiolokacji i Radionawigacji Wydziału Elektroniki WAT – pośmiertnie;
2. gen. broni dr Józef Kamiński s. Antoniego, komendant Akademii Sztabu Generalnego WP im. Generała Broni Karola Świerczewskiego;
3. płk Ryszard Dmochowski s. Władysława, zastępca szefa Wojewódzkiego Sztabu Wojskowego w Krakowie;
4. płk Marian Gembora s. Henryka, szef sztabu – zastępca dowódcy jednostki wojskowej;
5. płk mgr inż. Paweł Kaczan s. Aleksego, dowódca Polowej Technicznej Bazy Remontowej;
6. płk dypl. Zygmunt Klimecki s. Jana, szef sztabu – zastępca dowódcy Korpusu OPK;
7. płk dypl. Zdzisław Mazurkiewicz s. Wiktora, zastępca szefa Wojsk Obrony Przeciwlotniczej;
8. płk pil. Władysław Józef Nakonieczny s. Piotra, zastępca dowódcy jednostki lotniczej,
9. płk dypl. Jan Popiel s. Ignacego, zastępca szefa sztabu Pomorskiego Okręgu Wojskowego,
10. kmdr dypl. Marian Sucharzewski s. Antoniego, szef sztabu służb technicznych Dowództwa Marynarki Wojennej,
11. płk dypl. Władysław Wawrzkiewicz s. Czesława, zastępca szefa Wojsk Łączności do spraw operacyjno-szkoleniowych,
12. ppłk Walerian Zalewski s. Stanisława, kierownik Okręgowych Warsztatów Remontu Sprzętu Łączności,
13. mjr Stanisław Rychel s. Józefa, oficer Wojskowej Służby Wewnętrznej,
14. chor. Kazimierz Muślewski s. Franciszka, szef kompanii czołgów,
15. st. sierż. szt. Mieczysław Jaszczur s. Antoniego, komendant PKT służb technicznych Związku Taktycznego,
16. ob. Halina Musielska c. Kazimierza, starsza księgowa w jednostce lotniczej,
17. ob. Alfons Polakowski s. Brunona, monter maszyn i urządzeń okrętowych w Stoczni Marynarki Wojennej im. Dąbrowszczaków[10]

### 1981
Za wzorową służbę i pracę w Siłach Zbrojnych Polskiej Rzeczypospolitej Ludowej, zgodnie z rozkazem Nr 26/MON z dnia 25 października 1972 w sprawie ustanowienia „Honorowej Księgi Czynów Żołnierskich” oraz stosownie do opinii Zespołu Ministerstwa Obrony Narodowej wpisem do „Honorowej Księgi Czynów Żołnierskich” zostali wyróżnieni:
1. ppłk dr pil. Henryk Hałka s. Tadeusza - były dowódca jednostki wojskowej - pośmiertnie[11],
2. gen. broni Tadeusz Szaciłło s. Franciszka - zastępca szefa Głównego Zarządu Politycznego WP – szef Zarządu Propagandy i Agitacji,
3. gen. bryg. Wiesław Wojciechowski s. Leona - zastępca dowódcy Wojsk Obrony Powietrznej Kraju do spraw techniki i zaopatrzenia,
4. płk dypl. Kazimierz Bogdanowicz s. Kajetana - dowódca 3 Pomorskiej Dywizji Zmechanizowanej w Lublinie,
5. płk Zbigniew Hrycko s. Andrzeja - zastępca szefa Departamentu Kadr MON,
6. płk prof. dr Jerzy Jaźwiński s. Mieczysława - profesor zakładów naukowo-badawczych Instytutu Techniki Wojsk Lotniczych,
7. płk dypl. Jerzy Paśnik s. Piotra - zastępca szefa Inspektoratu Obrony Terytorialnej i Wojsk Obrony Wewnętrznej,
8. płk dypl. Marian Reinberger s. Feliksa - szef oddziału sztabu okręgu wojskowego,
9. płk Franciszek Trawiński s. Wojciecha - główny specjalista Sztabu Generalnego WP,
10. st. chor. Zenon Kacprzak s. Andrzeja - dowódca pododdziału,
11. st. sierż. szt. Mieczysław Danaj s. Wacława - dowódca plutonu,
12. płk rez. Edward Kurtycz s. Antoniego - wiceprezes Zarządu Miejskiego Ligi Obrony Kraju,
13. ob. Zdzisław Kowalik s. Szymona - pracownik Wojskowego Rejonowego Zarządu Kwaterunkowo-Budowlanego,
14. szer. Waldemar Gajc s. Czesława - żołnierz zasadniczej służby wojskowej[12].

### 1982
11 października 1982 roku „za wzorową służbę i pracę w Siłach Zbrojnych Polskiej Rzeczypospolitej Ludowej oraz szczególne zasługi dla socjalistycznej Ojczyzny w okresie stanu wojennego” zostali wyróżnieni:
1. gen. bryg. Wacław Szklarski s. Michała – zastępca szefa Sztabu Generalnego ds. operacyjnych
2. płk mgr Edmund Buła s. Józefa – zastępca szefa Wojskowej Służby Wewnętrznej
3. płk mgr Piotr Gębka s. Józefa – sekretarz Komitetu Wojewódzkiego PZPR w Katowicach
4. płk mgr inż. Stanisław Jakubiuk s. Jana – dowódca zgrupowania
5. płk mgr Władysław Korczak s. Adama – zastępca szefa zarządu Głównego Zarządu Politycznego WP
6. płk dr Wojciech Łepkowski s. Tadeusza – pracownik naukowy Akademii Sztabu Generalnego im. gen. broni Karola Świerczewskiego
7. płk dypl. Stanisław Mazurkiewicz s. Antoniego – dowódca jednostki wojskowej
8. płk mgr Ryszard Rybarczyk s. Władysława – oficer Wojskowej Służby Wewnętrznej
9. płk dypl. Henryk Szumski s. Józefata – dowódca 12 Dywizji Zmechanizowanej im. Armii Ludowej
10. ppłk dypl. Jerzy Szpik s. Leona – dowódca jednostki wojskowej
11. chor. mar. Tadeusz Iwański s. Jana – dowódca pododdziału
12. chor. Franciszek Kruszona s. Wiktora – pomocnik dowódcy pododdziału
13. chor. Bolesław Wrona s. Walentego – starszy mechanik pokładowy klucza lotniczego
14. płk w st. spocz. Henryk Kudła s. Józefa – prezes Zarządu Wojewódzkiego Związku Byłych Żołnierzy Zawodowych
15. ob. Janina Grzegorczyk c. Wiktora – przełożona pielęgniarek szpitala wojskowego
16. kpr. Wiesław Piątkowski s. Mieczysława – żołnierz zasadniczej sużby wojskowej

### 1983
10 października 1983, „w jubileuszowym roku 40-lecia ludowego Wojska Polskiego” gen. broni Florian Siwicki, w zastępstwie Ministra Obrony Narodowej, wyróżnił „za wzorową służbę i pracę w Siłach Zbrojnych Polskiej Rzeczypospolitej Ludowej oraz szczególne zasługi dla socjalistycznej Ojczyzny”:
1. gen. bryg. Leszek Kozłowski s. Jana – komendant Wyższej Szkoły Oficerskiej Wojsk Zmechanizowanych im. Tadeusza Kościuszki – pośmiertnie
2. płk prof. dr hab. Kazimierz Ochocki s. Wincentego – profesor Wojskowej Akademii Politycznej im. Feliksa Dzierżyńskiego – pośmiertnie
3. gen. broni Józef Urbanowicz s. Józefa – zastępca ministra Obrony Narodowej do spraw Ogólnych, wiceminister obrony narodowej
4. gen. dyw. doc. dr inż. Aleksander Grabowski s. Tomasza – komendant Wojskowej Akademii Technicznej im. Jarosława Dąbrowskiego
5. gen. dyw. w st. spocz. Franciszek Księżarczyk s. Kazimierza – prezes Zarządu Głównego Związku Inwalidów Wojennych PRL
6. gen. dyw. w st. spocz. Eugeniusz Kuszko s. Maksymiliana – były komendant Wojskowej Akademii Politycznej im. Feliksa Dzierżyńskiego
7. gen. bryg. Henryk Kondas s. Józefa – zastępca dowódcy Pomorskiego Okręgu Wojskowego ds. politycznych
8. gen. bryg. Piotr Przybyszewski s. Wincentego – komendant Wyższej Szkoły Oficerskiej Służb Kwatermistrzowskich im. Mariana Buczka
9. gen. bryg. w st. spocz. Antoni Frankowski s. Piotra – wieloletni dowódca jednostek artylerii, m.in. pierwszy dowódca 2 Pułku Artylerii Lekkiej
10. gen. bryg. w st. spocz. dr Franciszek Skibiński s. Władysława – były dowódca 10 Brygady Kawalerii Pancernej
11. płk mgr inż. Jan Bobrowicz s. Władysława – dyrektor departamentu
12. płk dypl. pil. Stanisław Czarny s. Władysława – dowódca 36 Specjalnego Pułku Lotnictwa Transportowego
13. płk Mieczysław Gardy s. Piotra – dyrektor drukarni wojskowej
14. płk dypl. Marian Gasperowicz s. Wiktora – I sekretarz Komitetu PZPR Wojsk Lotniczych
15. płk Władysław Gendera s. Michała – oficer Wojskowej Służby Wewnętrznej
16. płk dypl. Henryk Gradzik s. Adama – zastępca szefa Zarządu II Sztabu Generalnego ds. rozpoznania wojskowego
17. płk Leon Gregorowicz s. Jana – główny specjalista Głównego Zarządu Szkolenia Bojowego
18. płk prof. dr Emil Jadziak s. Stefana – szef katedry w Akademii Sztabu Generalnego im. gen. broni Karola Świerczewskiego
19. płk lek. Jerzy Jóźwiak s. Nikodema – komendant szpitala wojskowego
20. płk dypl. Mieczysław Kaletka s. Józefa – dowódca 11 Polowej Technicznej Bazy Rakietowej
21. płk dypl. Roman Lemieszczuk s. Jana – szef oddziału w sztabie rodzaju sił zbrojnych
22. płk dypl. Tadeusz Makarewicz s. Stanisława – dowódca Zgrupowania Jednostek Zabezpieczenia MON
23. płk dypl. Zenon Molczyk s. Józefa – szef Wojewódzkiego Sztabu Wojskowego
24. płk dypl. Marian Palkiewicz s. Piotra – główny specjalista Kierownictwa Głównego Inspektoratu Obrony Terytorialnej
25. płk mgr Wiktor Pawłowski s. Franciszka – zastępca szefa Wojskowej Służby Wewnętrznej
26. płk dypl. Zbigniew Podgórski s. Władysława – były szef Wojewódzkiego Sztabu Wojskowego
27. płk dypl. Adam Śliwa s. Józefa – dowódca 9 Drezdeńskiej Dywizji Zmechanizowanej
28. kmdr dypl. Stanisław Tobjasz s. Michała – dowódca 9 Flotylli Obrony Wybrzeża
29. płk dypl. Edward Wejner s. Michała – dowódca 14 Mazurskiej Brygady Zmotoryzowanej Wojsk Obrony Wewnętrznej
30. płk w st. spocz. Jan Chłodnicki s. Władysława – prezes Zarządu Wojewódzkiego Związku Byłych Żołnierzy Zawodowych
31. ppłk pil. Czesław Brzozowski s. Stefana – starszy instruktor – pilot lotnictwa myśliwskiego
32. st. chor. szt. Jan Kowalczyk s. Jana – zawodnik CWKS „Legia”, zasłużony mistrz sportu
33. st. chor. szt. Zenon Kuźma s. Kazimierza – kierownik klubu garnizonowego
34. st. chor. szt. rez. Stanisław Kopeć s. Piotra – specjalista służb technicznych
35. ob. Anna Drabińska c. Feliksa – przewodnicząca rady pracowniczej

### 1984
Za wzorową służbę i pracę w Siłach Zbrojnych Polskiej Rzeczypospolitej Ludowej oraz szczególne zasługi dla socjalistycznej Ojczyzny - zgodnie z rozkazem Nr 26/MON z dnia 25 października 1972 r. w sprawie ustanowienia „Honorowej Księgi Czynów Żołnierskich” i stosownie do opinii Rady Wojskowej Ministerstwa Obrony Narodowej wpisem do „Honorowej Księgi Czynów Żołnierskich” w jubileuszowym roku 40-lecia Polski Ludowej zostali wyróżnieni:
1. gen. dyw. Henryk Rapacewicz s. Józefa – dowódca Śląskiego Okręgu Wojskowego,
2. gen. bryg. pil. Marian Bondzior s. Aleksandra - dowódca 1 Korpusu Obrony Powietrznej Kraju,
3. kontradm.. Ludwik Dutkowski s. Kazimierza - zastępca dowódcy Marynarki Wojennej do spraw politycznych,
4. gen. bryg. doc. dr inż. Marian Pasternak s. Michała - zastępca szefa Sztabu Generalnego WP do spraw systemów kierowania,
5. gen. bryg. Jan Piróg s. Antoniego - szef Wojewódzkiego Sztabu Wojskowego w Lublinie,
6. płk prof. dr inż. Kazimierz Dzięciołowski s. Bolesława - komendant Wydziału Elektroniki Wojskowej Akademii Technicznej im. Jarosława Dąbrowskiego,
7. płk Czesław Furmanek s. Wincentego - zastępca szefa Departamentu Kadr MON,
8. płk mgr inż. Stanisław Kaftan s. Józefa - szef Służby Komunikacji Wojskowej Głównego Kwatermistrzostwa WP,
9. płk mgr Tadeusz Malicki s. Leonarda - zastępca szefa Sekretariatu Komitetu Obrony Kraju,
10. płk dypl. Roman Peciak s. Michała - szef Wojewódzkiego Sztabu Wojskowego w Szczecinie,
11. płk mgr Stefan Rutkowski s. Stefana – przewodniczący Komisji Kontroli Partyjnej WP,
12. płk mgr Eugeniusz Smolarczyk s. Jana - szef Zarządu Wojskowej Służby Wojskowej,
13. płk w st. spocz. dr Roman Leś s. Jana – prezes Zarządu Głównego Związku Byłych Żołnierzy Zawodowych,
14. ppłk pil. Eugeniusz Kudzia s. Stanisława - zastępca dowódcy jednostki lotniczej,
15. st. chor. szt. Franciszek Dębski s. Wincentego - szef kompanii,
16. chor. szt. Teodor Wołoszczuk s. Teodora - dowódca plutonu,
17. ob. Janusz Golis s. Józefa - mistrz w Wojskowych Zakładach Motoryzacyjnych[16].

### 1985

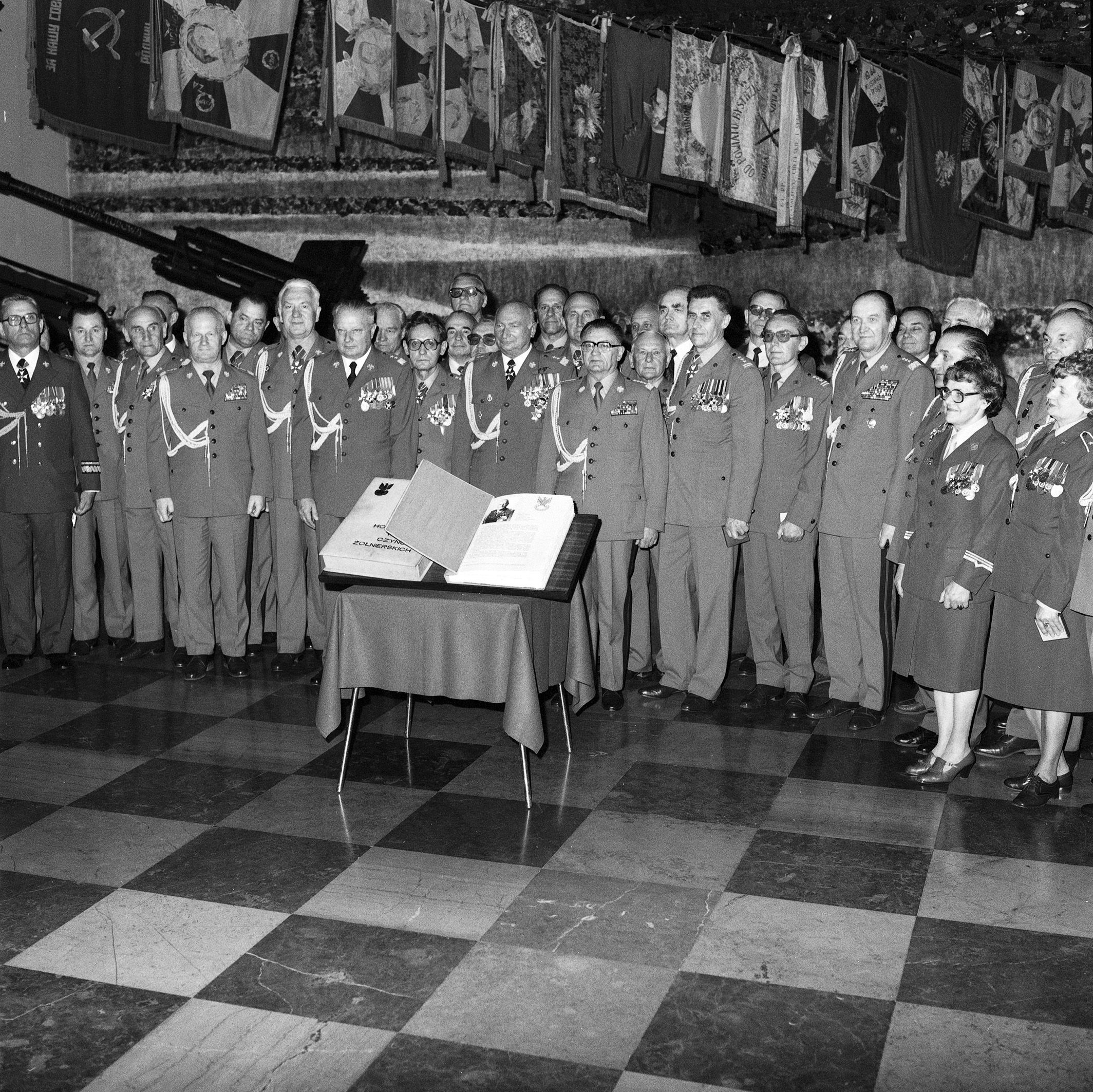
Spotkanie kierownictwa MON ze wszystkimi generałami, oficerami i żołnierzami WP wpisanymi do Honorowej Księgi Czynów Żołnierskich od czasu jej ustanowienia z okazji 40-lecia Zwycięstwa, Sala Zwycięstwa Muzeum Wojska Polskiego, 9 maja 1985 r. Od lewej: kontradmirał Aleksy Parol, gen. broni Józef Użycki, gen. bryg. Marian Pasternak, gen. broni Józef Baryła, gen. bryg. Henryk Kondas, gen. bryg. Władysław Jura, gen. dyw. Wiesław Wojciechowski, NN, gen. dyw. pil. Roman Paszkowski, gen. armii Florian Siwicki, płk Henryk Gradzik, płk Roman Leś, płk Tadeusz Bieniasz, NN, gen. broni Mieczysław Obiedziński, płk Stefan Rutkowski, płk prof. Stanisław Barański i inni

8 maja 1985 w Muzeum Wojska Polskiego w Warszawie z okazji 40. rocznicy zwycięstwa nad niemieckim faszyzmem odbyła się uroczystość wpisania do Księgi grupy dowódców, żołnierzy i kombatantów „w uznaniu ich wojennego męstwa i bohaterstwa na frontach II wojny światowej, wzorowej służby w siłach zbrojnych PRL oraz szczególnych zasług dla socjalistycznej ojczyzny”.
Minister Obrony Narodowej wyróżnił:
1. gen. dyw. Wacław Jagas – uczestnik bitwy pod Lenino i Budziszynem, zastępca Głównego Inspektora Obrony Terytorialnej do spraw szkolenia poza wojskiem,
2. gen. dyw. dr Jan Śliwiński – b. żołnierz Armii Radzieckiej i 1 Armii WP, pełnomocnik szefa Sztabu Generalnego WP ds. specjalnych,
3. gen. dyw. w st. sp. Wacław Czyżewski – żołnierz Gwardii Ludowej i Armii Ludowej, uczestnik bitwy pod Kochanami,
4. gen. bryg. Kazimierz Makarewicz – uczestnik bitwy pod Lenino, żołnierz 1 Armii WP, I zastępca szefa Głównego Zarządu Szkolenia Bojowego WP,
5. gen. bryg. Kazimierz Stec – żołnierz 4 Dywizji Piechoty im. Jana Kilińskiego, uczestnik walk od Wisły do Łaby, szef Wojewódzkiego Sztabu Wojskowego we Wrocławiu, członek KC PZPR,
6. gen. bryg. w st. spocz. Jan Wyderkowski – zastępca komendanta Obwodu II Gwardii Ludowej i Armii Ludowej podczas II wojny światowej,
7. płk dypl. Jan Waszkiewicz – uczestnik bitwy pod Lenino,
8. płk w st. spocz. Edmund Ginalski – uczestnik Wojny Obronnej 1939, żołnierz 2 Armii WP,
9. płk w st. spocz. Władysław Gołąbek – były zastępca dowódcy zgrupowania partyzanckiego BCh „Ośka”,
10. płk w st. spocz. Wacław Halec – uczestnik Wojny Obronnej 1939, w bitwie pod Mławą i Kockiem, żołnierz 1 Armii WP, chorąży sztandaru 1 BPanc na Paradzie Zwycięstwa w 1945 roku,
11. płk w st. spocz. Jan Olimpiusz Kamiński – zastępca dowódcy 1 Samodzielnej Brygady Spadochronowej PSZ na Zachodzie, uczestnik bitwy pod Arnhem,
12. płk w st. spocz. pil. Wacław Król – uczestnik bitwy o Anglię, Tunezję i Normandię, b. dowódca 3 oraz 131 Polskiego Skrzydła Myśliwskiego na Zachodzie,
13. płk w st. spocz. Bolesław Marczak – żołnierz Armii Czerwonej, uczestnik walk w obronie Moskwy oraz bitwy pod Lenino,
14. płk w st. spocz. Robert Satanowski – były dowódca Samodzielnego Zgrupowania Partyzanckiego „Jeszcze Polska nie zginęła”,
15. płk w st. spocz. Włodzimierz Sokorski – zastępca dowódcy 1 Dywizji Piechoty im. Tadeusza Kościuszki oraz 1 Korpusu PSZ w ZSRR podczas II wojny światowej,
16. płk w st. spocz. Franciszek Wyrwała – uczestnik Wojny Obronnej 1939 oraz walk frontowych od Lenino do Berlina,
17. płk w st. spocz. Andrzej Zbyszewski – żołnierz września 1939, pisarz i publicysta,
18. mjr w st. spocz. Zygmunt Górka-Grabowski – żołnierz 27 Wołyńskiej Dywizji Piechoty AK,
19. mjr w st. spocz. Leon Pająk – obrońca Westerplatte,
20. kpt. w st. spocz. Wanda Janiszewska – żołnierz 1 Samodzielnego Batalionu Kobiecego im. Emilii Plater,
21. chor. w st. spocz. Mikołaj Rajczonek – chorąży sztandaru 2 Dywizji Piechoty na Paradzie Zwycięstwa w 1945 roku,
22. sierż. w st. spocz. Stanisław Drozd – uczestnik bitwy nad Bzurą, walk na Wale Pomorskim i szturmu na Berlin.

W październiku 1985 zostali wyróżnieni:
1. gen. bryg. Janusz Sieczkowski – zastępca komendanta Akademii Sztabu Generalnego im. gen. Karola Świerczewskiego w Rembertowie,
2. płk mgr Marian Anysz – komendant Centrum Szkolenia Oficerów Politycznych im. Ludwika Waryńskiego,
3. płk Zbigniew Bednarczuk – szef kadr związku taktycznego,
4. płk dypl. pil. Tadeusz Biarda – zastępca szefa sztabu związku taktycznego,
5. płk mgr Sergiusz Cielesz – szef zespołu w sztabie Pomorskiego Okręgu Wojskowego,
6. płk dypl. Mieczysław Czubenko – dowódca kursów Wyższej Szkoły Oficerskiej Wojsk Rakietowych i Artylerii im. gen. Józefa Bema,
7. płk dypl. Mieczysław Haber – oficer sztabu Śląskiego Okręgu Wojskowego,
8. płk mgr inż. Józef Korecki – komendant Wyższej Szkoły Oficerskiej Wojsk Chemicznych im. St. Ziai,
9. płk mgr Antoni Kubicki – zastępca szefa Wojskowej Służby Wewnętrznej,
10. płk mgr Jerzy Langier – zastępca szefa Zarządu Politycznego Warszawskiego Okręgu Wojskowego,
11. płk inż. Zygmunt Leśniowski – zastępca szefa Służby Czołgowo-Samochodowej,
12. kmdr inż. Stanisław Łałak – komendant Centrum Szkolenia Specjalistów Marynarki Wojennej im. Franciszka Zubrzyckiego,
13. płk prof. dr hab. med. Konstanty Markiewicz – kierownik 1 Klinki Chorób Wewnętrznych Wojskowej Akademii Medycznej im. gen. dyw. Bolesława Szareckiego,
14. płk mgr inż. Zygmunt Olejniczak – komendant Technicznej Szkoły Wojsk Lotniczych im. M. Wojtowicza ps. „Zygmunt”,
15. płk mgr inż. Tadeusz Potrzebnicki – zastępca szefa służby w Głównym Kwatermistrzostwie WP,
16. kpt. w st. spocz. Bolesław Drelicharz – specjalista do spraw budownictwa Szefostwa Służby Zakwaterowania i Budownictwa Śląskiego Okręgu Wojskowego,
17. st. chor. sztab. Zenon Woźniak s. Józefa – technik kompanii remontowej 8 Drezdeńskiego Pułku Czołgów Średnich w Żaganiu[17].

### 1986
7 października 1986 „za wzorową służbę i pracę w Siłach Zbrojnych Polskiej Rzeczypospolitej Ludowej oraz szczególne zasługi dla socjalistycznej Ojczyzny” zostali wyróżnieni:
1. gen. dyw. Stanisław Fryń – szef Sztabu – zastępca Głównego Kwatermistrza WP,
2. płk mgr Zenon Binas s. Bolesława – szef zarządu Wojskowej Służby Wewnętrznej,
3. płk Jan Bublik s. Michała – komendant Centralnego Ośrodka Szkolenia Specjalistów Czołgowo-Samochodowych,
4. płk mgr inż. Kazimierz Głąb s. Franciszka – szef zarządu Sztabu Generalnego WP,
5. kmdr mgr Józef Gnap s. Antoniego – zastępca dowódcy związku taktycznego do spraw politycznych,
6. płk prof. dr hab. Longin Indisow s. Mikołaja – szef Katedry Nauk Społeczno-Politycznych Wojskowej Akademii Medycznej im. gen. dyw. Bolesława Szareckiego,
7. płk Stanisław Kołodziej s. Władysława – dowódca jednostki wojskowej,
8. płk dypl. Modest Lewczuk s. Pawła – dowódca kursów Centrum Doskonalenia Oficerów im. gen. armii Stanisława Popławskiego,
9. płk Wacław Mazurek s. Adama – dowódca jednostki wojskowej,
10. płk mgr Jerzy Olejniczak s. Michała – szef Biura Prawnego MON,
11. płk inż. Bonifacy Pawełczyk s. Franciszka – zastępca dowódcy związku taktycznego do spraw techniki i zaopatrzenia,
12. płk Leon Rabuszko s. Bazylego – dowódca Wojsk Rakietowych i Artylerii okręgu wojskowego,
13. płk mgr Julian Sokół s. Władysława – zastępca szefa Zarządu Propagandy i Agitacji Głównego Zarządu Politycznego WP,
14. płk Alfons Stasicki s. Mariana szef oddziału Dowództwa Wojsk Lotniczych,
15. płk mgr inż. Juliusz Ścieżka s. Stanisława – zastępca szefa Badań i Rozwoju Techniki Wojskowej,
16. płk w st. spocz. Teodor Ratkowski s. Teodora – zasłużony wojskowy działacz kultury,
17. mjr inż. Jerzy Prauzner s. Zbigniewa – kierownik oddziału jednostki wojskowej,
18. kpt. Jacek Dawidowicz s. Stanisława – dowódca baterii artylerii haubic.

### 1987
1. płk pil. J. Bachta s. Jana – starszy pilot doświadczalny 45. led - pośmiertnie[19],
2. gen. dyw. Władysław Polański – komendant Wojskowej Akademii Politycznej im. Feliksa Dzierżyńskiego,
3. płk dr inż. Zenon Biesaga - szef Służby Topograficznej WP,
4. kmdr prof. dr hab. J. Cieśla,
5. płk prof. dr hab. S. Kossakowski,
6. płk mgr Z. Kozłowski,
7. płk dypl. T. Nałogowski,
8. płk mgr M. Wichrzyński,
9. płk dypl. pil. w st. sp. Wiktor Iwoń – były dowódca 5 Brandenburskiej Dywizji Lotnictwa Myśliwskiego,
10. płk mgr w st. sp. B. Jagodziński,
11. ppłk pil. W. Mikitiuk,
12. mjr pil. inż. A. Pawul,
13. st. chor. szt. W. Włodarski,
14. chor. S. Heródziński,
15. prof. dr hab. med. Donat Tylman – profesor Centrum Szkolenia Podyplomowego Wojskowej Akademii Medycznej.

9 października 1987 roku Minister Obrony Narodowej, gen. armii Florian Siwicki przyjął wyróżnionych wpisem do Księgi

### 1988
8 października 1988 „za wzorową służbę i pracę w Siłach Zbrojnych Polskiej Rzeczypospolitej Ludowej oraz szczególne zasługi dla socjalistycznej Ojczyzny (...) w jubileuszowym roku 45-lecia ludowego Wojska Polskiego” zostali wyróżnieni, :
1. st. chor. Stanisław Pławiak s. Zygmunta – pełniący obowiązki oficera w Sztabie Śląskiego Okręgu Wojskowego – pośmiertnie
2. gen. dyw. w st. spocz. Jan Czapla s. Jana – były szef Głównego Zarządu Politycznego WP, były podsekretarz stanu w Ministerstwie Oświaty i Wychowania
3. gen. bryg. Tadeusz Bełczewski s. Jana – zastępca komendanta Akademii Sztabu Generalnego im. gen. broni Karola Świerczewskiego do spraw szkolenia
4. gen. bryg. Antoni Skibiński s. Pawła – zastępca dowódcy Śląskiego Okręgu Wojskowego do spraw Obrony Terytorialnej
5. gen. bryg. prof. dr hab. n. med. Władysław Tkaczewski s. Dymitra – komendant Wojskowej Akademii Medycznej im. gen. dyw. Bolesława Szareckiego
6. płk Stanisław Bąba s. Józefa – dowódca Warszawskiej Brygady Obrony Terytorialnej
7. płk dypl. Michał Humenny s. Mariana – zastępca dowódcy Wojsk Obrony Przeciwlotniczej Okręgu Wojskowego
8. płk mgr inż. Stanisław Krajewski s. Rudolfa – szef oddziału Sztabu Pomorskiego Okręgu Wojskowego
9. płk dypl. Henryk Krzeszowski s. Teodora – zastępca szefa zarządu Sztabu Generalnego WP
10. płk Jerzy Makuch - szef Departamentu Finansów MON
11. płk Jan Migdał - kierownik Studium Wojskowego Politechniki Krakowskiej
12. płk Leon Morawski - szef Wydawnictw, Drukarń i Zaopatrzenia Głównego Zarządu Politycznego WP
13. płk Tadeusz Niewiadomski - główny specjalista Głównego Inspektoratu Techniki WP
14. płk Jerzy Pawlak - zastępca szefa Wojskowej Służby Wewnętrznej MON
15. płk doc. Tadeusz Stawski - zastępca szefa Inspektoratu Obrony Cywilnej Kraju
16. płk Mirosław Urbańczyk - komendant szpitala wojskowego
17. kmdr Jan Watoła - dowódca jednostki technicznej Marynarki Wojennej
18. płk pil. Aleksander Wiesztort - zastępca szefa wydziału w Wyższej Oficerskiej Szkole Lotniczej
19. płk Czesław Witek - zastępca dowódcy związku taktycznego
20. płk w st. spocz. Witold Baciarelli - b. kwatermistrz - zastępca dowódcy Warszawskiego Okręgu Wojskowego
21. płk w st. spocz. Wiesław Okoń - b. główny nawigator szefostwa Wojsk Lotniczych Wojsk Obrony Powietrznej Kraju
22. płk w st. spocz. Józef Pietrzykowski - prezes Zarządu Wojewódzkiego Związku Byłych Żołnierzy Zawodowych we Wrocławiu
23. kmdr w st. spocz. Henryk Romanek - prezes Zarządu Wojewódzkiego ZBoWiD w Gdańsku
24. chor. sztab. Marian Sielski - szef kompanii
25. August Kamiński - dyrektor Przedsiębiorstwa Okręgowego Wojskowej Centrali Handlowej

### 1989
5 października 1989 w „uznaniu wojennego męstwa i bohaterstwa na frontach II wojny światowej oraz za wzorową służbę w Siłach Zbrojnych Polskiej Rzeczypospolitej Ludowej i szczególne zasługi dla Ojczyzny” zostali wyróżnieni:
1. gen. dyw. Jan Wojtala s. Józefa – zastępca szefa Sztabu Generalnego WP
2. gen. dyw. w st. spocz. Brunon Marchewka s. Stanisława – prezes Zarządu Głównego Związku Byłych Żołnierzy Zawodowych
3. płk dypl. Michał Konkowski s. Henryka – dowódca 26 Brygady Artylerii OPK w Gryficach
4. płk Edmund Kubiak s. Stanisława – zastępca komendanta głównego – szef sztabu Ochotniczych Hufców Pracy
5. kmdr Józef Kuśmider s. Władysława – szef hydrografii Sztabu Marynarki Wojennej
6. płk dypl. Józef Musiał s. Jana – zastępca szefa sztabu Pomorskiego Okręgu Wojskowego
7. płk dr med. Kazimierz Wydrowski s. Jana – komendant 4 Wojskowego Szpitala Klinicznego we Wrocławiu
8. płk w st. spocz. Mikołaj Kałłaur s. Bazylego – żołnierz 3 Berlińskiego Pułku Piechoty, członek Rady Naczelnej ZBoWiD
9. płk w st. spocz. pil. Witold Łokuciewski s. Antoniego – as lotnictwa polskiego, żołnierz wojny obronnej 1939 roku, instruktor i wychowawca wielu pokoleń pilotów
10. ks. płk w st. spocz. Franciszek Studziński s. Adama – duszpasterz wojskowy, kapelan 2 Korpusu Polskiego, społecznik i wychowawca młodzieży
11. płk w st. spocz. Stanisław Szot s. Mateusza – zasłużony działacz ruchu robotniczego, uczestnik walk z hitlerowskim okupantem, długoletni oficer WP
12. płk w st. spocz. Maria Wittek c. Stanisława – uczestnik walk o niepodległość Polski, żołnierz Wojska Polskiego, współorganizatorka ruchu kobiet na rzecz obronności, komendanta Wojskowej Służby Kobiet Armii Krajowej
13. ppłk w st. spocz. Stanisław Jagiełło s. Józefa – zasłużony działacz ruchu ludowego, uczestnik walk z hitlerowskim najeźdźcą, komendant Okręgu III Batalionów Chłopskich
14. ob. inż. Marian Migdalski s. Władysława – dyrektor Centrum Naukowo-Produkcyjnego Elektroniki Profesjonalnej „Radwar”